# Louis Proust
Joseph Louis Proust (castellanizado José Luis Prost) (Angers, 26 de septiembre de 1754 - ibídem, 5 de julio de 1826) fue un farmacéutico y químico francés y uno de los fundadores de la química moderna.

## Biografía
Desarrolló la mayor parte de su carrera en España. Simultaneó sus estudios en el Colegio de los Oratorianos con el trabajo en la farmacia paterna, en la cual adquirió sus primeros conocimientos de química y herboristería, llegando a participar en la creación de un jardín botánico en la ciudad. Obtuvo por oposición la plaza de Farmacéutico Jefe del Hospital de la Salpétrière en París a los veintiún años. Durante su estancia en París entabló amistad con el químico Lavoisier y con el también farmacéutico Pilâtre de Rozier, pionero de la aerostación, junto con el que realizó una ascensión en globo el 23 de junio de 1784 en presencia del rey Luis XVI de Francia y el rey Gustavo III de Suecia.
En 1778 fue contratado para impartir clases de Química en el Real Seminario de Vergara (Guipúzcoa). Permaneció durante casi dos años en esta institución, fundada por la Real Sociedad Bascongada de Amigos del País, donde instaló los laboratorios de Química y Metalurgia.

### Profesor del Real Colegio de Artillería de Segovia

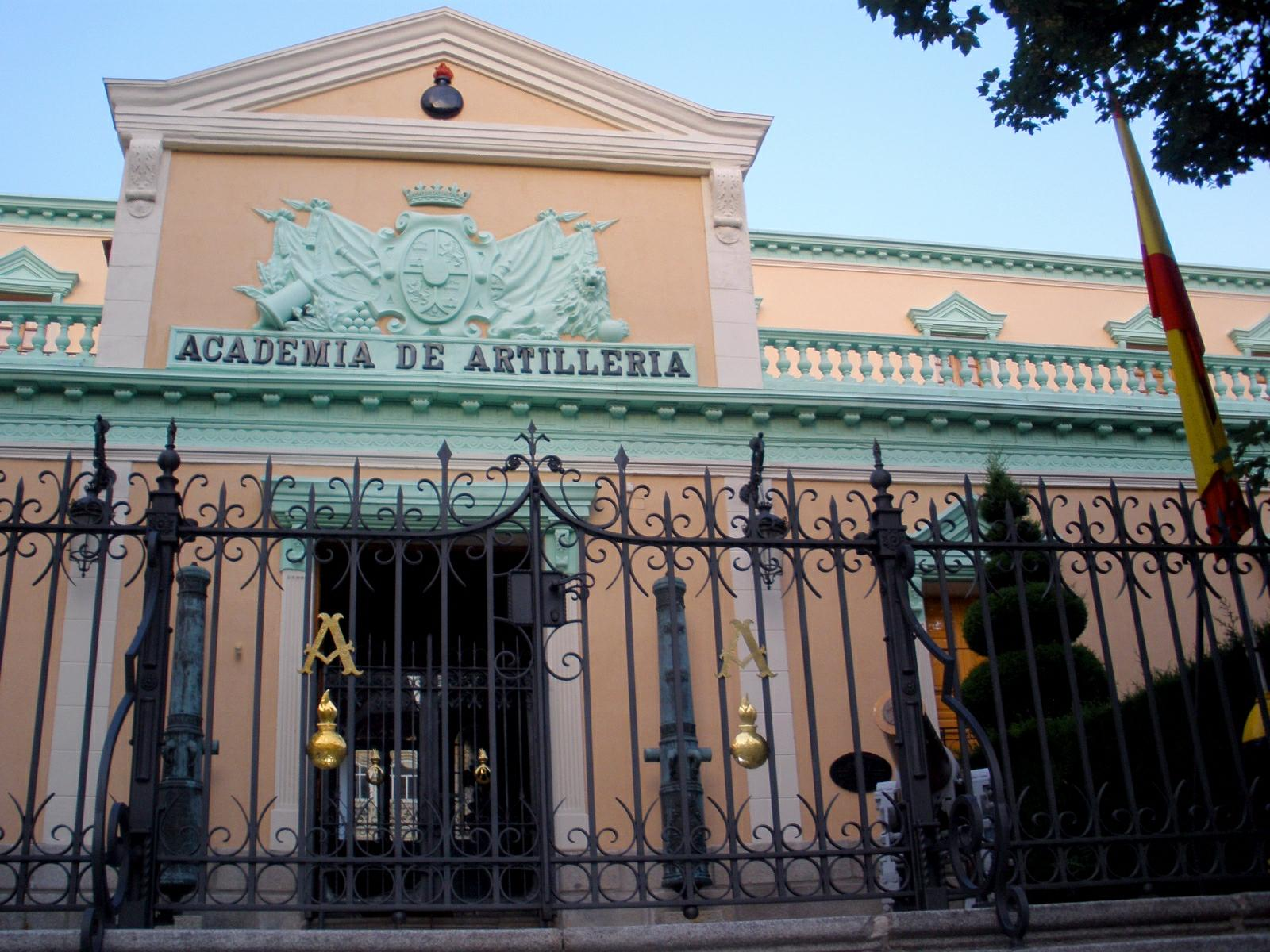
Academia de artillería de Segovia.

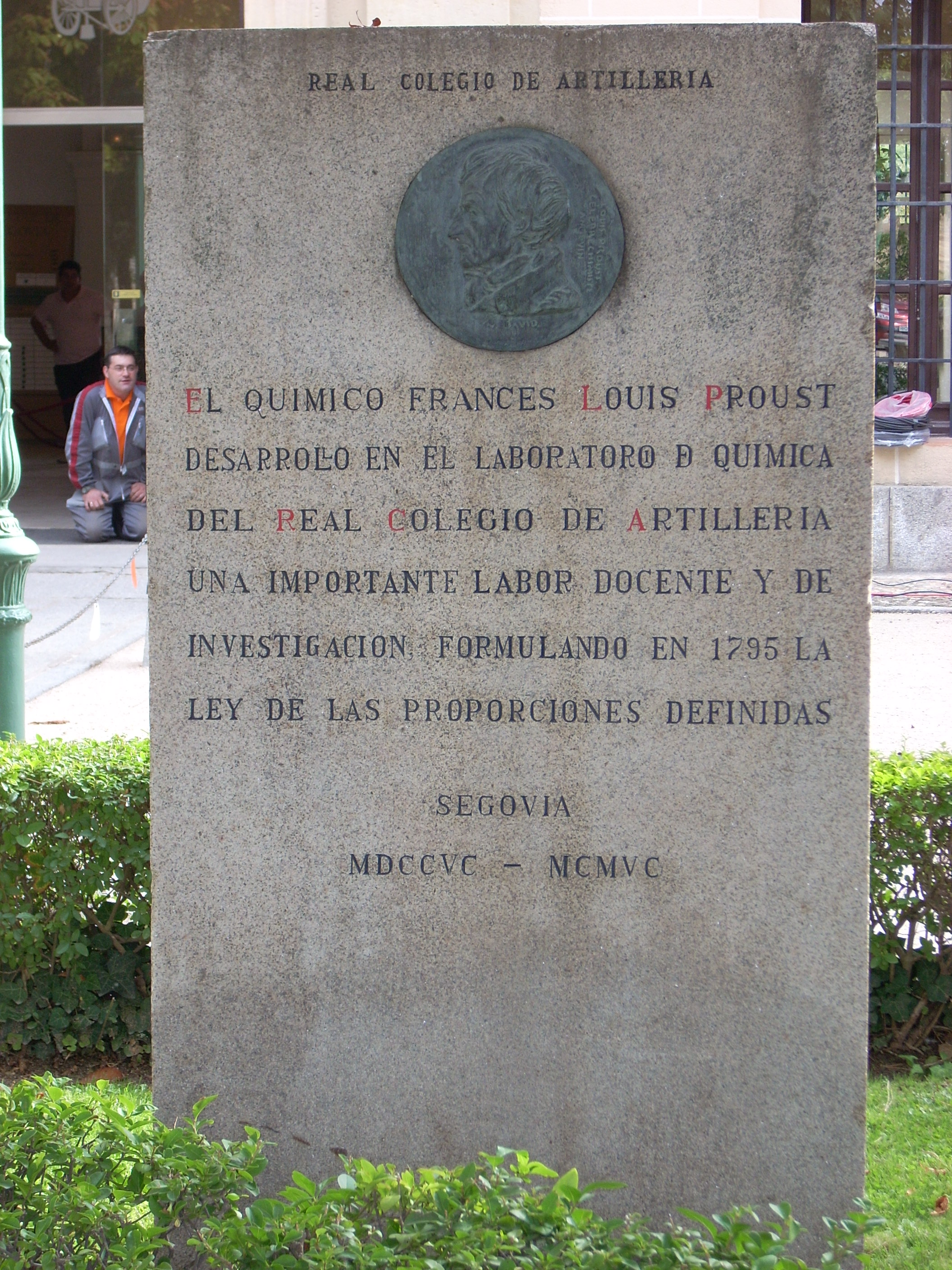
Monumento en la entrada del Real Colegio de Artillería de Segovia.

En 1786 el gobierno español, a través de un acuerdo entre el rey Carlos III y el francés Luis XVI, y oída la recomendación de Lavoisier, contrata a Proust para enseñar química en Madrid. Tras una breve estancia en la capital, se hace cargo de las enseñanzas de química y metalurgia en el Real Colegio de Artillería de Segovia, situado en el Alcázar de la ciudad, donde impartiría hasta 1799 cursos de cuatro meses a razón de tres lecciones semanales. El laboratorio del Real Colegio fue dotado con los mejores medios de la época, en el que Proust realizó numerosos experimentos sobre composición de sustancias que le llevaron a enunciar la Ley de las proporciones definidas, uno de los principios químicos básicos y que establece que las sustancias se combinan en proporciones constantes y concretas.
La enunciación de la ley, realizada de formas diversas entre 1794 y 1799 le condujo a una disputa pública con otro químico francés Claude Louis Berthollet, quien defendía la variabilidad en la composición de los compuestos en función de su método de síntesis. En 1811, Proust logró que el prestigioso químico sueco Jöns Jacob Berzelius reconociese su enunciado, lo que sentó las bases para el establecimiento de la teoría atómica de Dalton. Durante su estancia en Segovia, Proust dirigió y contribuyó profusamente a la publicación de los Anales del Real Laboratorio de Química de Segovia, cuyos dos tomos completos aparecieron en 1791 y 1795.

### Primer vuelo con fines militares de la historia
En noviembre de 1792 culminan con éxito una serie de pruebas realizadas previamente en el Alcázar de Segovia, con una demostración ante el rey Carlos IV de España del vuelo de un Globo aerostático con la finalidad de obtener información relativa a las defensas de una plaza o al dispositivo de ataque a una plaza situada. En esta demostración participaron los capitanes D. Pedro Fuertes, D. Manuel Gutiérrez y D. César González, los cadetes D. Gesualdo Sahajosa y D. Pascual Gayangos y un grupo de artilleros, todos ellos dirigidos por Louis Proust; y constituye el antecedente más antiguo de lo que, casi 100 años más tarde, sería el Servicio de Aerostación del Ejército.
De ello da fe la carta del Conde de Aranda, por aquel entonces secretario interino de la guerra, dirigida al comandante del Departamento de Artillería de Segovia, D. José Pedraza, informándole del éxito obtenido en el primer vuelo de prueba realizado en El Escorial, en presencia del rey.
No obstante, los ensayos realizados en el Real Colegio de Artillería de Segovia y después ante el Rey, fueron los primeros realizados en el Mundo en el aspecto militar, y de hecho supusieron el nacimiento de la Aerostación Militar, que no se vio concretado hasta 92 años más tarde con la creación del Servicio Militar de Aerostación, afecto a la IV Compañía del Batallón de Telégrafos de Ingenieros.

### Director del Laboratorio Real de Madrid
En 1799 se decidió fusionar los laboratorios de química de los Ministerios de Estado y Hacienda, dirigidos hasta entonces por Pedro Gutiérrez Bueno y Francisco Chavaneau, respectivamente, y se llamó a Proust a hacerse cargo de la dirección del Laboratorio Real de Madrid. Ese mismo año Proust participó en la redacción y edición de la primera revista española dedicada por entero a las ciencias naturales, los Anales de Historia Natural, que en 1801 pasó a llamarse Anales de Ciencias Naturales, junto a Cristiano Herrgen, Domingo García Fernández y Antonio José Cavanilles. Fue esta una etapa productiva para Proust en la que combinó investigación y enseñanza, y en la que publica los libros Indagaciones sobre el estañado de cobre, la vajilla de estaño y el vidriado (1803) y Memoire sur le sucre des raisins (1808).
Son especialmente relevantes sus estudios sobre el azúcar, dado que demuestra la equivalencia del azúcar en las uvas y en la miel (glucosa en ambos casos), unas investigaciones a las que le urge el gobierno español ante la escasez de azúcar de caña motivada por el bloqueo del continente en 1806. Proust goza de libertad de investigación y prestigio en España, lo que le lleva a rechazar una substanciosa oferta de una empresa francesa en 1806, aunque a finales de dicho año ha de viajar a Francia por motivos familiares, y la situación política impide su retorno a Madrid, pues, entre otras cosas, la abdicación de Carlos IV de España en 1808 priva de fondos al laboratorio.
De su actividad en España se achaca a Proust el haber realizado una enseñanza enfocada al divertimento de la clase aristocrática, y un escaso interés en la formación de discípulos, aunque se cuenta a químicos como Juan Manuel Munárriz, traductor de Lavoisier, Francisco Carbonell y Bravo y Andrés Alcón Calduch entre sus alumnos. Parte del legado de Proust, como el laboratorio y la Biblioteca de la Academia de Artillería, se perdieron durante la invasión francesa.

### Últimos años en Francia
De regreso a Francia, Proust se establece en Craon, donde continúa trabajando y manteniendo su controversia con Berthollet. En 1815 publica Recueil des memoires relatifs a la poudre a canon, y en 1816 ingresa en la Academia Francesa de Ciencias. Pensionado por Luis XVIII de Francia, en 1824 publica Essai sur une des causes qui peuvent amener la formation du calcul. Falleció en Angers el 5 de julio de 1826.

## Proust y la ley de las proporciones definidas
Entre 1794 y 1804, Louis Proust escribió numerosos experimentos en los que estudió la composición de diversos carbonatos de cobre, óxidos de estaño y sulfuros de hierro, descubriendo que la proporción en masa de cada uno de los componentes, por ejemplo carbono, cobre y oxígeno en los carbonatos de cobre, se mantenía constante en el compuesto final, y no adquiría ningún valor intermedio, independientemente de si eran un carbonato natural o artificial, o de las condiciones iniciales de la síntesis. Así, dos compuestos diferirían entre sí en función de las proporciones de elementos básicos, sin apreciarse composiciones intermedias o mixtas, por ejemplo el Cu2CO3,
Estas conclusiones le llevaron a enunciar la Ley de las proporciones definidas o constantes, también conocida como la ley de Proust, y que, una vez firmemente aceptada, se convirtió, junto a la Ley de conservación de la masa de Lavoisier y la Ley de las proporciones múltiples de Dalton, en el esqueleto de la química cuantitativa, esto es, la estequiometría química, abriendo el camino al concepto de compuesto químico y al establecimiento de la teoría atómica de Dalton.
La ley de Proust contradecía las conclusiones del químico francés Claude Louis Berthollet, quien defendía que las proporciones en la que se combinaban los elementos en un compuesto dependían de las condiciones de su síntesis. Proust logró desacreditar la investigación de Berthollet cuando demostró en 1799 en su laboratorio de Segovia que muchas de las substancias que Berthollet consideraba óxidos puros eran compuestos hidratados, es decir, con moléculas de agua adicionales unidas químicamente. En 1811 el prestigioso químico sueco Jöns Jacob Berzelius apoyó la propuesta de Proust, que fue finalmente aceptada con un amplio consenso.
Las ideas de Berthollet no estaban del todo equivocadas, dado que hay numerosas excepciones a la Ley de las proporciones definidas en los que han venido en llamarse compuestos no estequiométricos o bertólidos, y en los que las proporciones entre los distintos elementos varían entre ciertos límites. La causa es la estructura cristalográfica de los compuestos, que aunque tiene una composición ideal, por ejemplo FeO en el óxido de hierro (II) que, debido a los defectos en los cristales como la ausencia de algún tipo de átomos, puede variar su fórmula, por ejemplo reduciendo el hierro a proporciones que se hallan entre Fe0.83O y Fe0.95O. Como contrapartida los compuestos que cumplen la ley de las proporciones definidas se denominan daltónidos, en honor a John Dalton.